# Yelarbon
Yelarbon – miasto w Australii, w stanie Queensland.